# 446th Airlift Wing
Il 446th Airlift Wing è uno stormo associato dell'Air Force Reserve Command, inquadrato nella Fourth Air Force. Il suo quartier generale è situato presso la Joint Base Lewis-McChord, nella Carolina del Sud.

## Missione
Lo stormo non dispone di velivoli, ma è associato al 62nd Airlift Wing, Air Mobility Command, al quale fornisce personale per l'addestramento e la manutenzione dei suoi C-17A.

## Organizzazione
Attualmente, al settembre 2017, esso controlla:
- 446th Operations Group
  -  97th Airlift Squadron
  -  313th Airlift Squadron
  -  728th Airlift Squadron
  - 446th Operations Support Squadron
  - 446th Aeromedical Evacuation Squadron
- 446th Maintenance Group
  - 446th Aircraft Maintenance Squadron
  - 446th Maintenance Squadron
- 446th Mission Support Group
  - 36th Aerial Port Squadron
  - 86th Aerial Port Squadron
  - 446th Civil Engineer Squadron
  - 446th Force Support Squadron
  - 446th Security Forces Squadron
  - 446th Logistics Readiness Flight
- 446th Aeromedical Staging Squadron
- 446th Aerospace Medicine Squadron